# Astracantha gossypina
Astracantha gossypina är en ärtväxtart som först beskrevs av Fisch., och fick sitt nu gällande namn av Dieter Podlech. Astracantha gossypina ingår i släktet Astracantha och familjen ärtväxter. Inga underarter finns listade i Catalogue of Life.